# Leimen (Badenia-Wirtembergia)
Leimen – miasto w Niemczech, w kraju związkowym Badenia-Wirtembergia, w rejencji Karlsruhe, w regionie Rhein-Neckar, w powiecie Rhein-Neckar-Kreis. Leży po części w Parku Natury Neckartal-Odenwald, ok. 6 km na południe od Heidelbergu, przy drodze krajowej B3 i linii kolejowej Mannheim–Karlsruhe.

## Galeria

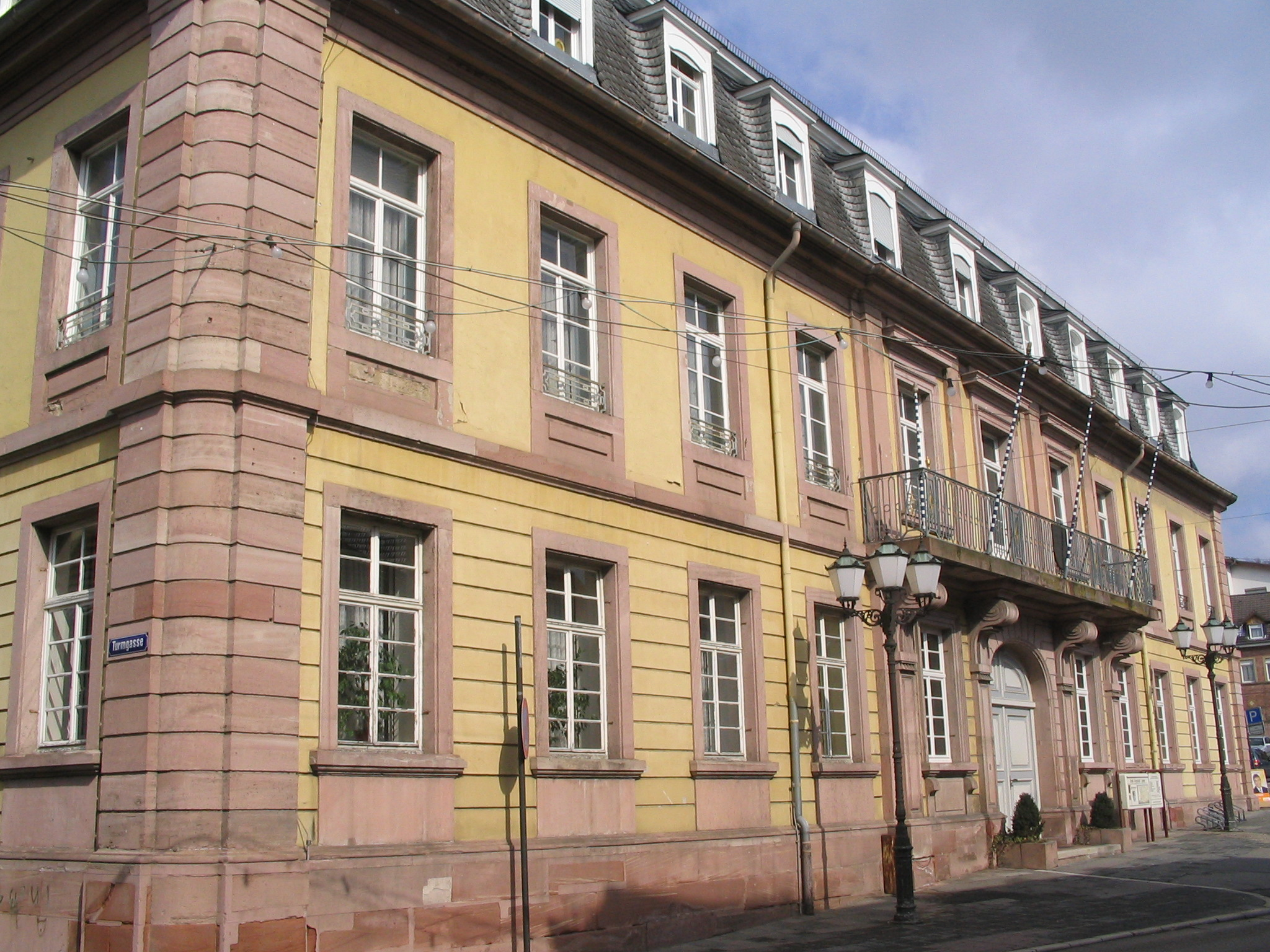
Ratusz
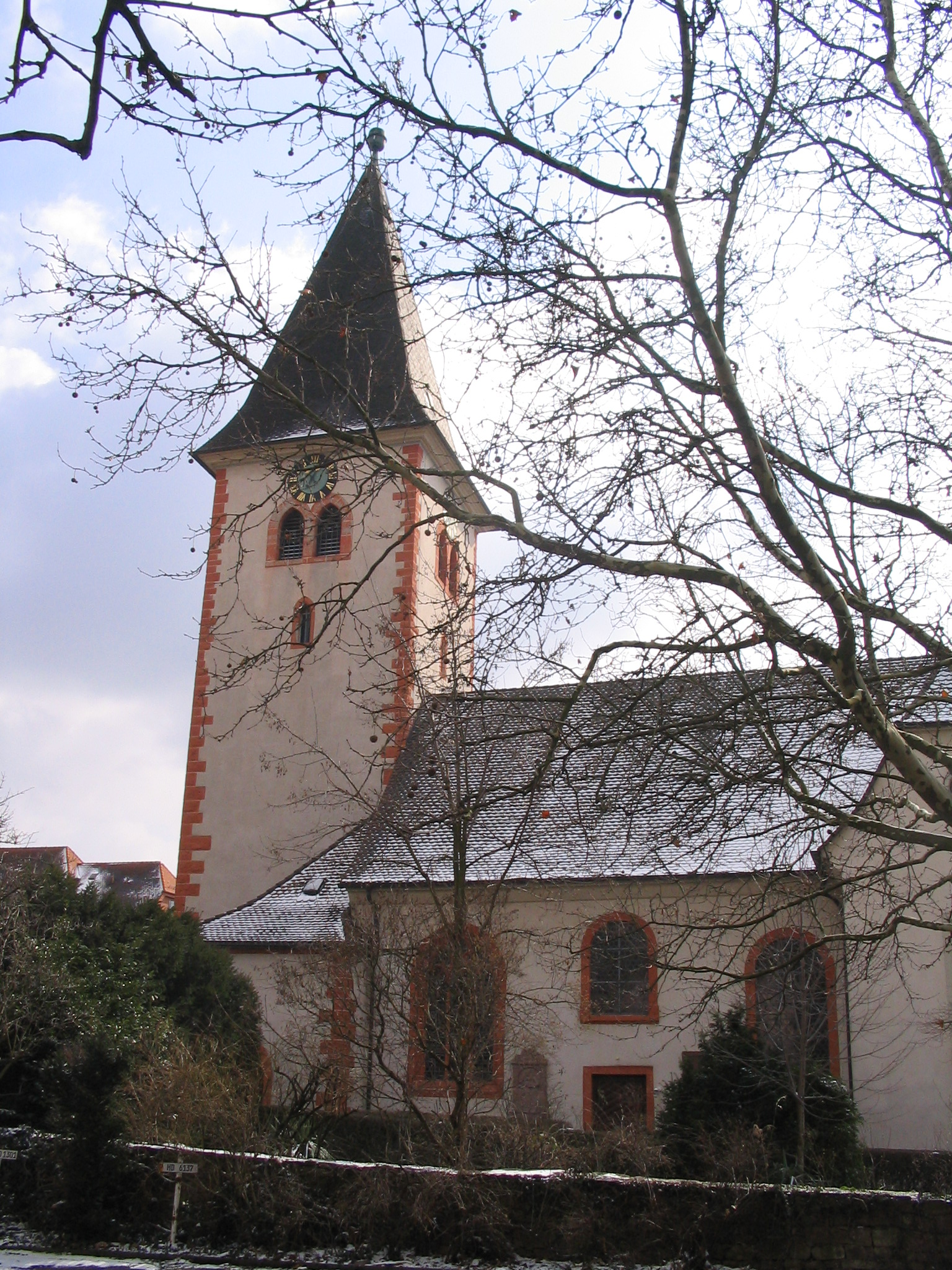
Kościół ewangelicki
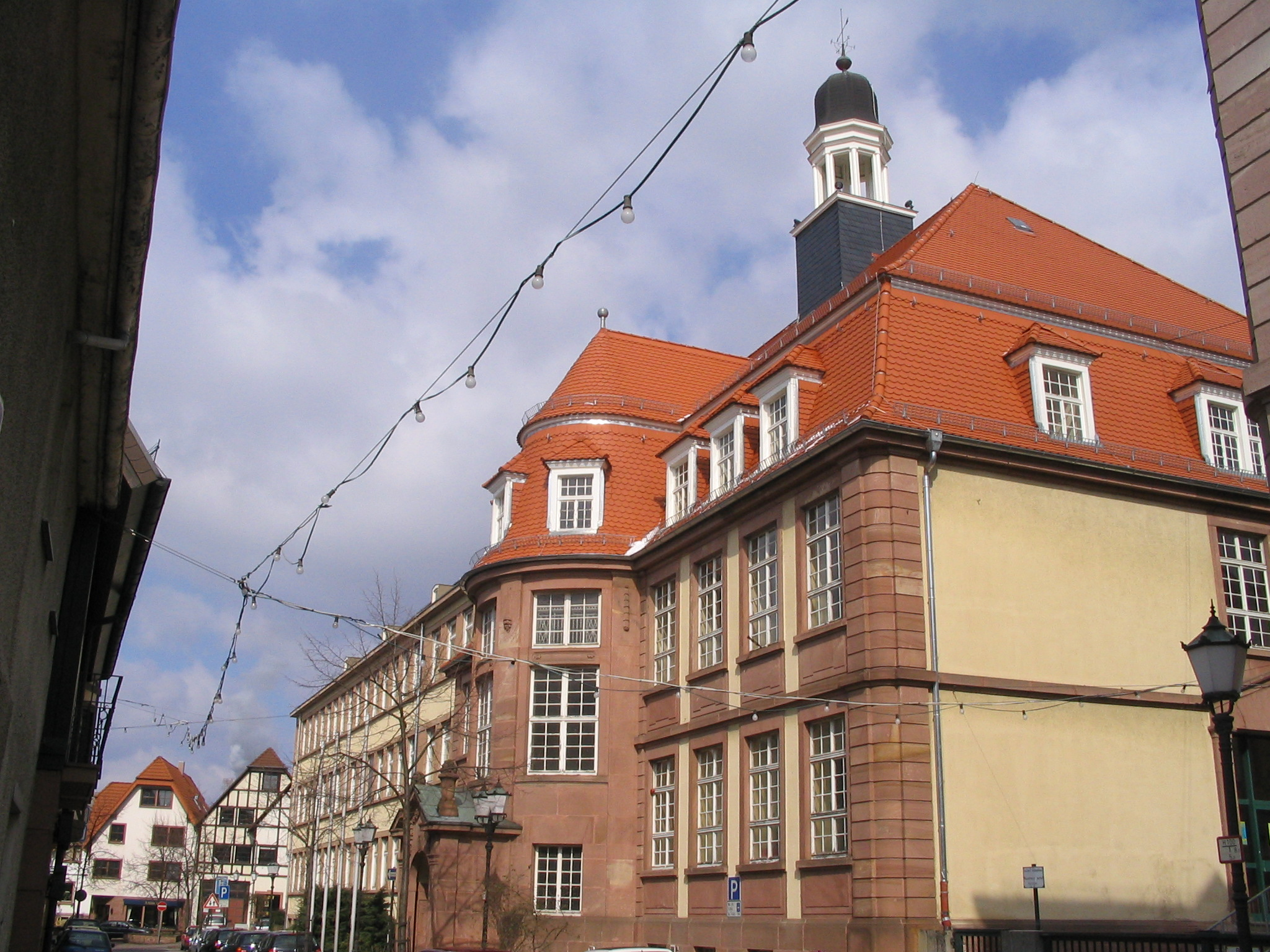
Szkoła przy ratuszu